# Tilo Döring
Tilo Richard Döring (* 8. Dezember 1932 in Dresden; † 23. Oktober 2001 In Dresden) war ein deutscher Bergbauingenieur und Hochschullehrer.

## Leben
Tilo Döring trat 1950 in die SED ein und legte 1951 in Dresden die Reifeprüfung ab. Nach einem Vorpraktikum in verschiedenen Bergbaubetrieben studierte er ab 1952 Bergbau/Tiefbau an der Bergakademie Freiberg. Im Jahr 1957 erwarb er das Diplom. Er blieb an der Bergakademie, zunächst als wissenschaftlicher Assistent bei Karl Kegel. Von 1959 bis 1962 arbeitete er am Institut für Bergbaukunde und Tiefbau, danach wurde er wissenschaftlicher Leiter der Freiberger Arbeitsstelle für Geomechanik der Deutschen Akademie der Wissenschaften zu Berlin. 1963 wurde er an der Bergakademie zum Dr.-Ing. promoviert.
Im Jahr 1966 wurde die Arbeitsstelle für Geomechanik in die Bergakademie Freiberg integriert. Tilo Döring wurde wissenschaftlicher Mitarbeiter am Institut für Bergbau und Geomechanik. Von 1967 bis 1971 wirkte er als wissenschaftlicher Sekretär des Rektors. 1970 wurde er habilitiert und 1971 Hochschuldozent für Theoretische Geomechanik an der Sektion Geotechnik und Bergbau der Bergakademie, ein Jahr später dann Mitglied der SED-Ortsleitung Freiberg. Von 1972 bis 1976 leitete er die Fachrichtung Geotechnik. 1975 erwarb er die Lehrbefähigung für das Fachgebiet Strömungstechnik. Von 1976 bis 1981 war er stellvertretender Direktor für Erziehung, Ausbildung und Weiterbildung an seiner Sektion.
Im Jahr 1980 wurde Tilo Döring zum ordentlichen Professor für Fels- und Gebirgsmechanik berufen. Von 1984 bis 1991 leitete er den Wissenschaftsbereich Geomechanik und von 1987 bis 1991 die Fachrichtung Geotechnik. 1991 wurde er von der Bergakademie abberufen, danach arbeitete er in einem Ingenieurbüro. Er starb 2001 in Dresden.

## Veröffentlichungen (Auswahl)
- Zur Auswertung und Deutung von Druck- und Konvergenzmessungen im Versatz beim Strebbau in flacher Lagerung unter Berücksichtigung einer nichtlinearen Versatzkennlinie. Dissertation, 1963
- Gebirgsmechanische Beobachtungsergebnisse beim Strebbau in einzelnen und mehreren Horizonten und ihre theoretische Deutung auf der Grundlage erweiterter Modellvorstellungen der Biegetheorie. Habilitationsschrift, 1970
- Geomechanische Probleme der optimalen Dimensionierung unterirdischer Hohlräume. 1975